# Саманта Кроуфорд
Саманта Кроуфорд (англ. Samantha Crawford; нар. 18 лютого 1995) — колишня американська тенісистка.
Найвищу одиночну позицію світового рейтингу — 98 місце досягла 11 липня 2016, парну — 216 місце — 13 липня 2015 року.
Здобула 1 одиночний та 5 парних титулів туру ITF.
Найвищим досягненням на турнірах Великого шолома було 2 коло в одиночному розряді.

## Фінали ITF

### Одиночний розряд: 6 (1–5)
| Легенда          |
| ---------------- |
| турніри $100,000 |
| турніри $75,000  |
| турніри $50,000  |
| турніри $25,000  |
| турніри $10,000  |

| Фінали за покриттям |
| ------------------- |
| Тверде (1–2)        |
| Ґрунт (0–3)         |
| Трава (0–0)         |
| Килим (0–0)         |

| Результат | W–L | Дата     | Турнір              | Рівень | Покриття | Суперниця        | Рахунок          |
| --------- | --- | -------- | ------------------- | ------ | -------- | ---------------- | ---------------- |
| Поразка   | 0–1 | Лип 2012 | ITF Якіма, США      | 50,000 | Тверде   | Шелбі Роджерс    | 4–6, 7–6(3), 3–6 |
| Поразка   | 0–2 | Січ 2015 | ITF Плантейшен, США | 25,000 | Ґрунт    | Сачія Вікері     | 3–6, 1–6         |
| Поразка   | 0–3 | Тра 2015 | ITF Ролі, США       | 25,000 | Ґрунт    | Джулія Босеруп   | 3–6, 2–6         |
| Поразка   | 0–4 | Сер 2015 | ITF Лексінгтон, США | 50,000 | Тверде   | Хібіно Нао       | 2–6, 1–6         |
| Перемога  | 1–4 | Лис 2015 | ITF Скоттсдейл, США | 50,000 | Тверде   | Вікторія Голубич | 6–3, 4–6, 6–2    |
| Поразка   | 1–5 | Бер 2022 | ITF Нейплс, США     | 15,000 | Ґрунт    | Медісон Сіґ      | 2–6, 0–1, ret.   |

### Парний розряд: 7 (5–2)
| Легенда          |
| ---------------- |
| турніри $100,000 |
| турніри $75,000  |
| турніри $50,000  |
| турніри $25,000  |
| турніри $10,000  |

| Фінали за покриттям |
| ------------------- |
| Тверде (5–2)        |
| Ґрунт (0–0)         |
| Трава (0–0)         |
| Килим (0–0)         |

| Результат | W–L | Дата     | Турнір                  | Рівень | Покриття | Партнерка     | Суперниці                         | Рахунок           |
| --------- | --- | -------- | ----------------------- | ------ | -------- | ------------- | --------------------------------- | ----------------- |
| Перемога  | 1–0 | Лип 2012 | ITF Якіма, США          | 50,000 | Тверде   | Медісон Кіз   | Сюй Їфань Чжоу Імяо               | 6–3, 2–6, [12–10] |
| Перемога  | 2–0 | Лют 2013 | ITF Серпрайз, США       | 25,000 | Тверде   | Сачія Вікері  | Емілі Гарман Сюй Їфань            | 6–3, 3–6, [10–7]  |
| Перемога  | 3–0 | Лют 2014 | ITF Ранчо-Санта-Фе, США | 25,000 | Тверде   | Сюй Іфань     | Даніелль Лао Кері Вонґ            | 3–6, 6–2, [12–10] |
| Поразка   | 3–1 | Лип 2014 | ITF Карсон, США         | 50,000 | Тверде   | Сачія Вікері  | Міхаелла Крайчек Олівія Роговська | 6–7(4), 1–6       |
| Перемога  | 4–1 | Лют 2015 | ITF Ранчо-Санта-Фе, США | 25,000 | Тверде   | Ейжа Мугаммад | Іпек Сойлу Ніна Стоянович         | 6–0, 6–3          |
| Перемога  | 5–1 | Чер 2015 | ITF Батон-Руж, США      | 25,000 | Тверде   | Емілі Гарман  | Сторм Сендерз Шанель Сіммондс     | 7–6(4), 6–1       |
| Поразка   | 5–2 | Лис 2016 | ITF Скоттсдейл, США     | 50,000 | Тверде   | Мелані Уден   | Інгрід Ніл Тейлор Таунсенд        | 4–6, 3–6          |

## Юніорські фінали турнірів Великого шолома

### Одиночний розряд серед дівчат:1 перемога
| Результат | Рік  | Турнір                           | Покриття | Суперниця       | Рахунок  |
| --------- | ---- | -------------------------------- | -------- | --------------- | -------- |
| Перемога  | 2012 | Відкритий чемпіонат США з тенісу | Тверде   | Анетт Контавейт | 7–5, 6–3 |